# Síndrome XXXX
Síndrome XXXX (também chamada tetrassomia X ou 48,XXXX) é um distúrbio cromossômico causado pela presença de quatro, em vez de duas, cópias do cromossomo X. Está associada a deficiência intelectual de gravidade variável, defeitos cardíacos e anomalias esqueléticas, como aumento da altura, clinodactilia (dedos mindinhos curvados ) e sinostose radioulnar (fusão dos ossos longos no antebraço). A tetrassomia X é uma condição rara, com poucos casos clinicamente reconhecidos; estima-se que ocorra, aproximadamente, em 1 a cada 50 000 mulheres.
A doença apresenta uma ampla variedade de sintomas, com diferentes graus de intensidade. Existe a suspeita de que seja subdiagnosticada, assim como outras síndromes cromossômicas. Os estilos de vida das pessoas afetadas também variam: algumas mulheres conseguiram educação, emprego e tiveram filhos, enquanto outras permaneceram dependentes até a idade adulta. A expectativa de vida não parece ser substancialmente reduzida. A tetrassomia X tem sobreposição fenotípica com vários distúrbios mais comuns, como a trissomia X e a síndrome de Down, e o diagnóstico geralmente não é claro antes da cariotipagem.
A tetrassomia X costuma não ser hereditária, mas decorre da não disjunção, um evento aleatório, durante o desenvolvimento de gametas ou zigotos. O termo formal para o cariótipo observado na tetrassomia X é 48,XXXX, já que a condição é caracterizada por um conjunto de 48 cromossomos, em vez dos 46 cromossomos observados no desenvolvimento humano normal.

## Apresentação
A tetrassomia X é uma condição que pode se manifestar de várias formas e com diferentes níveis de gravidade. Não possui características clínicas claras o suficiente para permitir um diagnóstico sem a realização de testes específicos.  As características reconhecíveis incluem aumento da altura e deficiência intelectual leve. Uma revisão acadêmica das primeiras 27 mulheres a serem diagnosticadas com tetrassomia X encontrou QIs variando de 30 a 101, com uma média de 62. Embora algum grau de deficiência intelectual seja tradicionalmente característico, dois casos relatados por médicos eram de inteligência normal, e as organizações de pacientes relatam membros que sofrem apenas de deficiências de aprendizagem específicas, como a dislexia . Atrasos na fala e na linguagem podem estar associados à tetrassomia X, embora essa relação não esteja esclarecida; enquanto alguns relatórios descrevem habilidades de fala e de linguagem de acordo com a inteligência normal, outros relatórios descrevem problemas de linguagem independentes da inteligência, especialmente em indivíduos com inteligência normal, mas que apresentam atrasos significativos na linguagem.